# 克雷提奧斯的少年

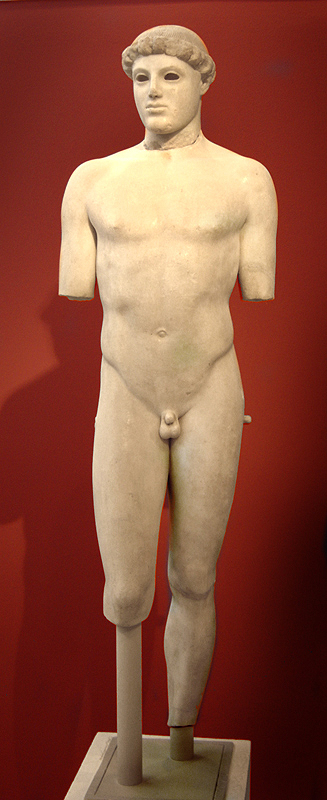

克雷提奧斯的少年（Kritios Boy）是一尊古希臘雕塑。這座雕塑是古典時代已知的第一座使用對立式平衡的雕塑。肯尼斯·克拉克評價這座雕塑是「藝術界第一尊美麗的裸體」。

## 外部連結
- Der Kritios-Knabe: front view
- Side view
- Virtuelles Antiken Museum （页面存档备份，存于）
- Image （页面存档备份，存于）
- Ancient Greece （页面存档备份，存于）
- Tufts （页面存档备份，存于）
- Browser based, interactive low-res 3D scan of upper torso